# Sabina Schindler
Sabina Schindler  (Schindlerówna, Szyndlerówna) (ur. 1902 w Zaleszczykach, zm. 28 stycznia 1938 w Warszawie) – polska pielęgniarka, dyrektorka Szkoły Pielęgniarstwa przy Szpitalu Starozakonnych w Warszawie.
Maturę zdała w 1922 w Tarnopolu. Ukończyła Szkołę Pielęgniarstwa w Warszawie w 1925 roku - w tym samym roku wyjechała na półroczną szkołę pielęgniarską do Berlina, a w 1928 kształciła się w Stanach Zjednoczonych. W styczniu 1929 roku została dyrektorką Szkoły Pielęgniarskiej przy Szpitalu Starozakonnych w Warszawie. Była uczennicą Ameli Greenwald. Napisała m.in. książkę o szkole pielęgniarstwa w Szpitalu na Czystem.